# Physocystidium cinnamomeum
Physocystidium cinnamomeum är en svampart som först beskrevs av Dennis, och fick sitt nu gällande namn av Rolf Singer 1962. Physocystidium cinnamomeum ingår i släktet Physocystidium och familjen Tricholomataceae.   Inga underarter finns listade i Catalogue of Life.